# 战争与回忆
《战争与回忆》（War and Remembrance）是郝尔曼·沃克所著的一部描写二战的长篇小说，是《战争风云》的姊妹篇，出版于1978年。它的故事紧接《战争风云》，描写美国海军维克多·亨利一家从1941年太平洋战争爆发到1945年二战结束这段时间中的经历。这部小说于二十世纪80年代被拍摄成电视剧和电影。